# Benvenuti al Nord
Pour les articles homonymes, voir Benvenuti.
Série
Benvenuti al Sud
Pour plus de détails, voir Fiche technique et Distribution.
Benvenuti al Nord (littéralement « Bienvenue dans le Nord ») est un film italien réalisé par Luca Miniero, et sorti en 2012. Il s'agit de la suite de Benvenuti al Sud, lui-même inspiré du film français Bienvenue chez les Ch'tis.

## Fiche technique
- Titre : Benvenuti al Nord
- Titre original : Benvenuti al Nord
- Réalisation : Luca Miniero
- Scénario : Luca Miniero
- Musique : Umberto Scipione
- Société de production : Medusa Film
- Pays d'origine :  Italie
- Langue : Italien
- Genre : Comédie
- Durée : 1 h 50
- Dates de sortie : 
  -  Italie : 18 janvier 2012

## Distribution
- Claudio Bisio : Alberto
- Alessandro Siani : Mattia
- Angela Finocchiaro : Silvia / Erminia
- Valentina Lodovini : Maria